# 폐쇄회로 텔레비전
폐쇄회로 텔레비전(약칭: CCTV (Closed Circuit Television)) 또는 닫힌회로 텔레비전(문화어: 닫힌회로 텔레비죤)은 비디오 감시장치(영어: Video Surveillance)로도 알려져 있으며 비디오 카메라를 이용해 특정된 장소의 한정된 모니터로 신호를 전송하는 방법이다. 흔히 감시카메라에 사용되고 있다. 신호가 공개적으로 전송되지 않는다는 점에서 방송 텔레비전과는 다르다. 단, P2P, P2MP 또는 메시 유선 또는 무선 링크를 사용할 수 있다.

## 역사

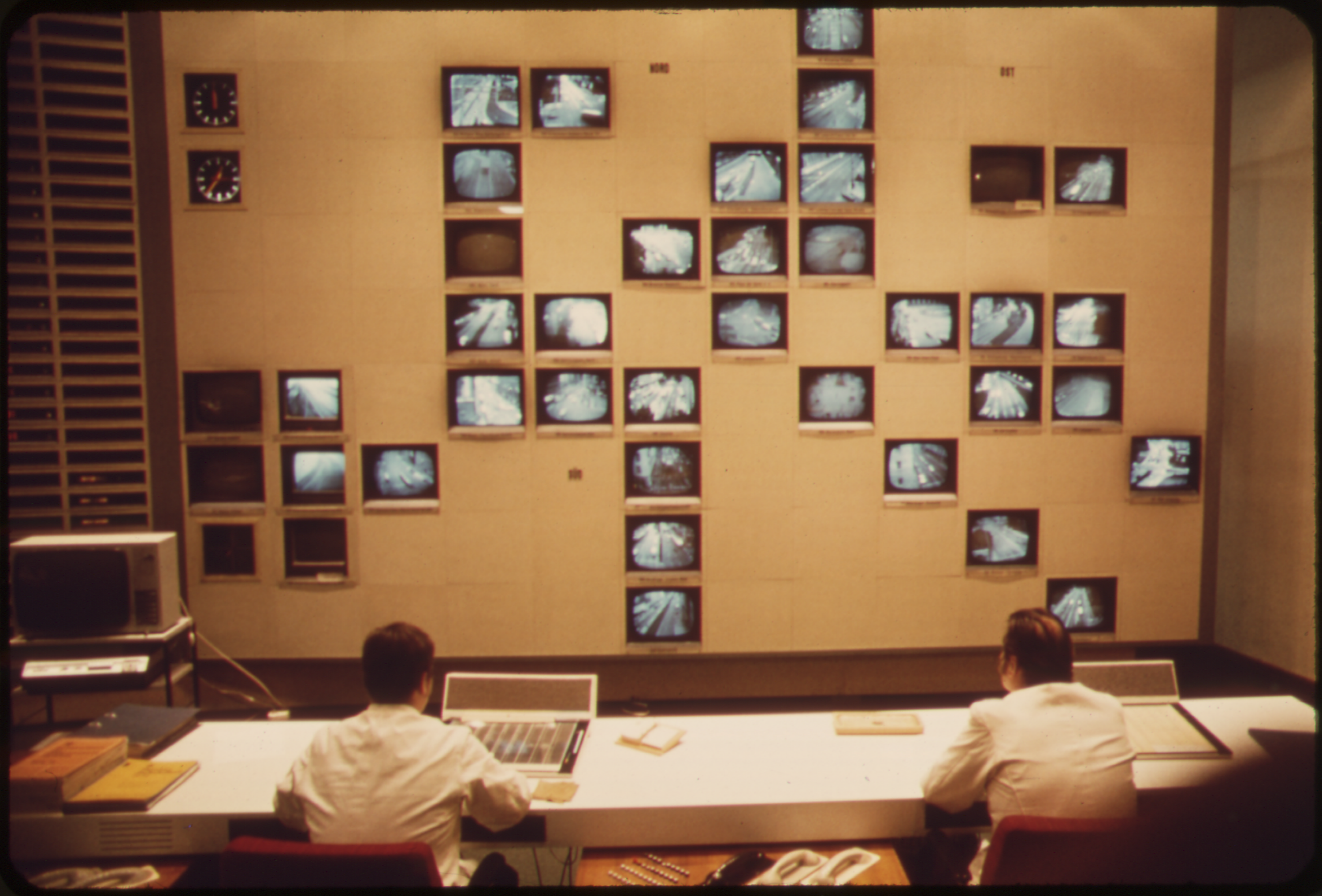
1973년 독일 뮌헨 중앙 경찰 통제소의 폐쇄 회로 TV 모니터링

초기 기계식 CCTV 시스템은 1927년 6월 러시아 물리학자 레온 테레민(Léon Theremin)에 의해 개발되었다(소련의 텔레비전 참조). 원래 CTO(소련 노동국방위원회)가 요청한 이 시스템은 수동으로 작동하는 스캐닝-송신 카메라와 무선 단파 송신기 및 수신기로 구성되었으며 해상도는 100라인이었다. 클리멘트 보로실로프의 지휘를 받은 테레민의 CCTV 시스템은 이오시프 스탈린, 세묜 부됸니 및 세르고 오르조니키제에게 시연되었으며 이후 모스크바 크렘린 안뜰에 설치되어 다가오는 방문객을 모니터링했다.
또 다른 초기 CCTV 시스템은 V-2 로켓의 발사를 관찰하기 위해 1942년 나치 독일 페네뮌데의 테스트 스탠드 VII에 지멘스 AG에 의해 설치되었다.
미국에서는 1949년 레밍턴 랜드에서 CBS 래버러토리스가 설계한 "베리콘"(Vericon)이라는 최초의 상업용 폐쇄 회로 텔레비전 시스템이 출시되었다.
베리콘은 공중파 전송이 아닌 카메라와 모니터 사이의 케이블 연결을 사용하는 시스템으로 인해 정부 허가가 필요하지 않다고 광고되었다.

## 대한민국의 법

### 형사소송법상 증거능력
무인장비에 의한 제한속도 위반차량 단속은 수사활동의 일환으로서 도로에서의 위험을 방지하고 교통의 안전과 원활한 소통을 확보하기 위하여 도로교통법령에 따라 정해진 제한속도를 위반하여 차량을 주행하는 (1) 범죄가 현재 행하여지고 있고, (2) 그 범죄의 성질, 태양으로 보아 긴급하게 증거보전을 할 필요가 있는 상태에서, (3) 일반적으로 허용되는 한도를 넘지 않는 상당한 방법에 의한 것이라고 판단되므로, 이를 통하여 운전 차량의 차량번호 등을 촬영한 사진을 두고 위법하게 수집된 증거로서 증거능력이 없다고 말할 수 없다

## 사진

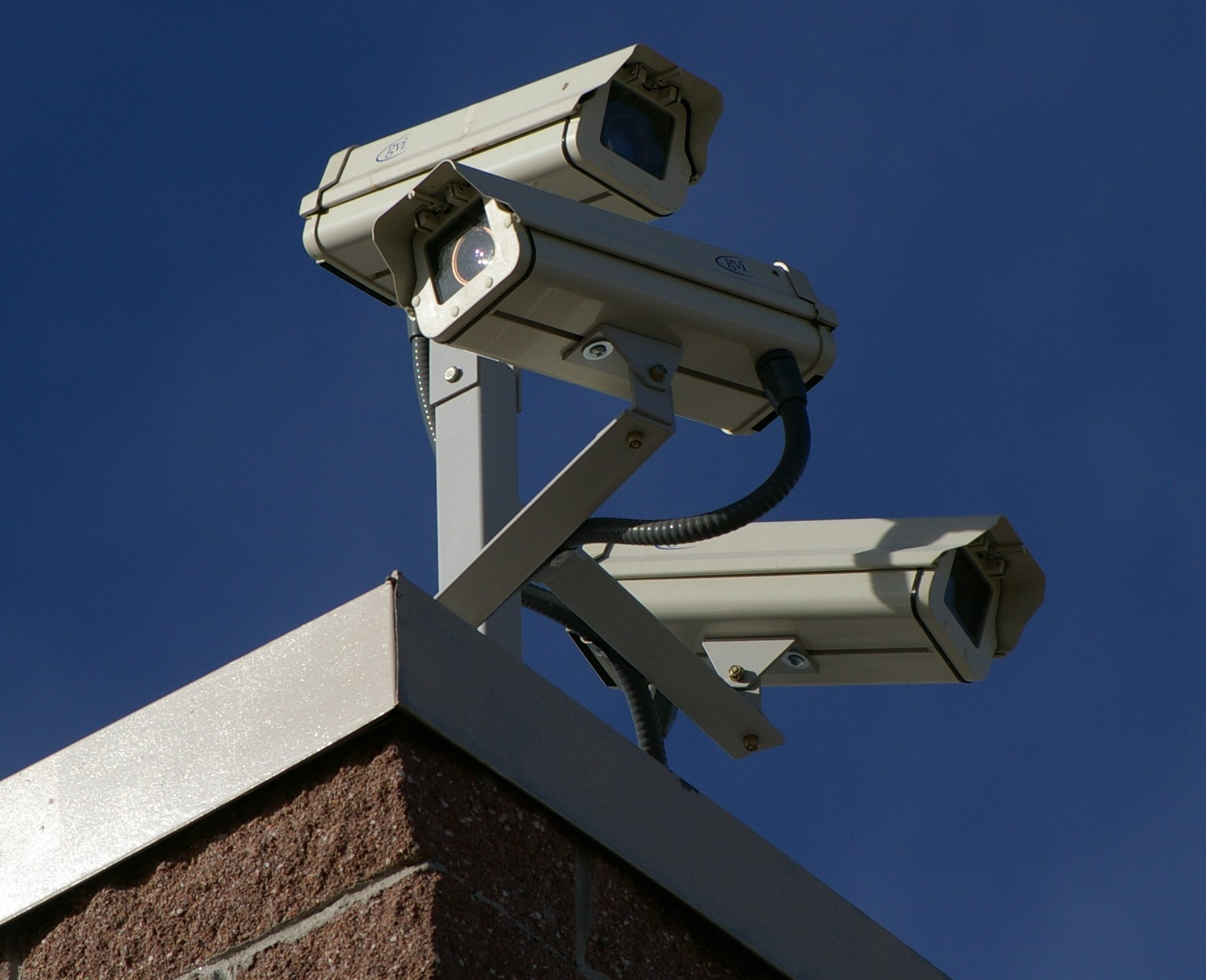
감시카메라
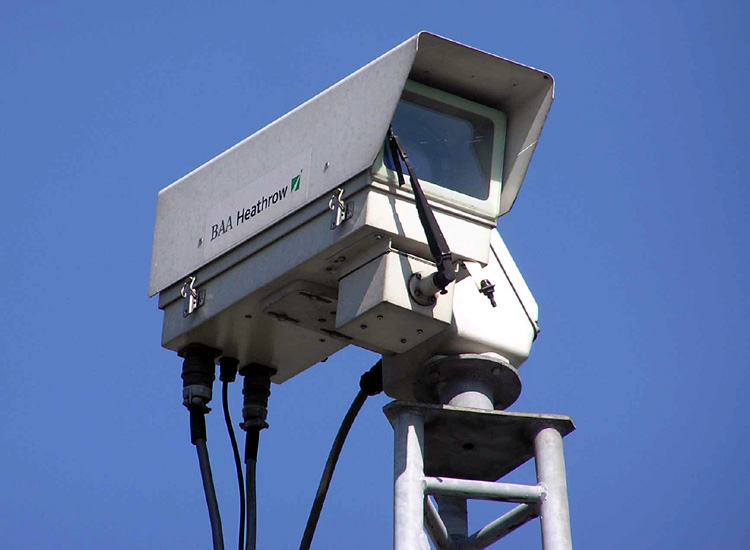
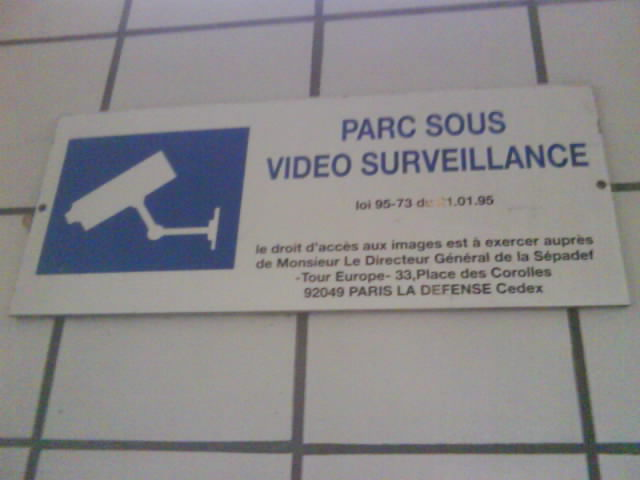
표지판
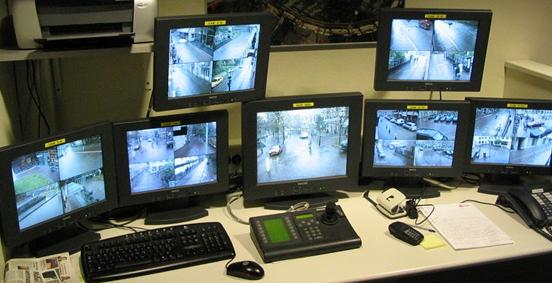
폐쇄회로 화면
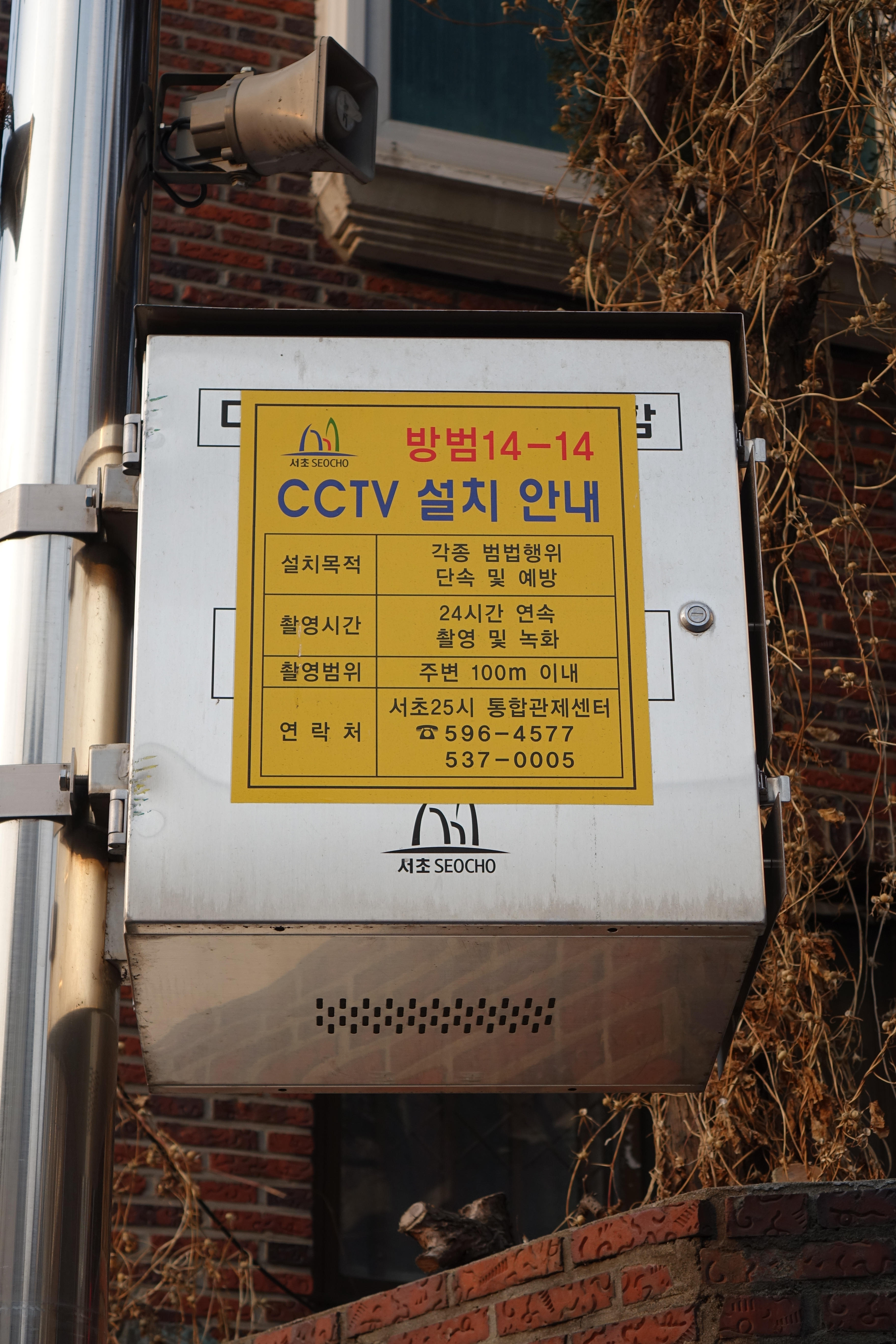
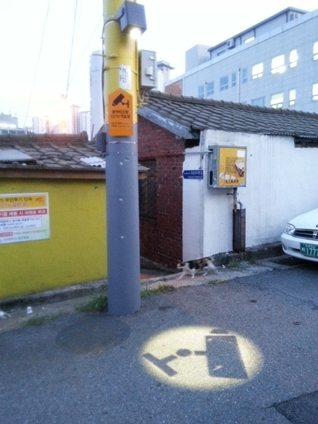
폐쇄회로 텔레비전이 동작중임을 알리는 조명 장치

## 같이 보기
- IP 카메라
- 스마트 카메라
- 감시
- 화상통화
- 무인 항공기